# Fosfofructokinase

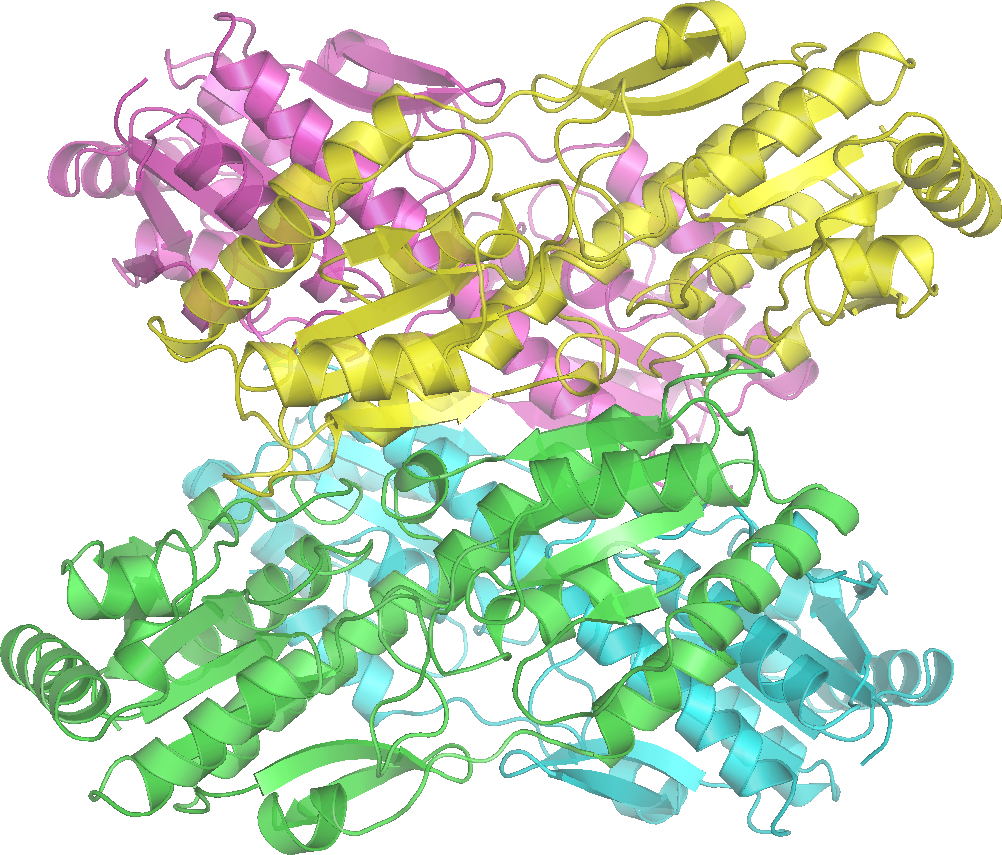
Fosfofructokinase

Fosfofructokinase is een in de glycolyse belangrijk kinaseenzym dat aangrijpt op fructose-6-fosfaat. Het enzym reguleert het begin van de glucose-stofwisseling en verbruikt daarbij ATP. Er zijn twee typen:
- Fosfofructokinase 1 - zet fructose-6-fosfaat om in fructose-1,6-bisfosfaat
- Fosfofructokinase 2 - zet fructose-6-fosfaat om in fructose-2,6-bisfosfaat

|  |  |  |

Deze twee enzymen reageren ook op de hormonen glucagon en insuline, waardoor de hoeveelheid bloedsuiker gereguleerd wordt.